# Маркузіанство
Маркузіанство — ліва концепція, основи якої сформовані американським філософом і соціологом Маркузе.
Маркузіанці стверджують, що в сучасних розвинених капіталістичних країнах відбуваються значні соціальні зрушення, результатом яких стало зменшення питомої ваги традиційних загонів промислового пролетаріату, що, на їх думку, зумовлює відсутність у них перспективи революційної ситуації.
Маркузіанці оголошують марксизм-ленінізм застарілою ідеологією, яка не дає об'єктивного аналізу сучасним соціальним процесам. Соціально-економічні та політичні поступки, які пролетаріату вдалося здобути від буржуазії, маркузіанці трактували як «переродження» робітничого класу, що веде до втрати ним революційного потенціалу.
Представники маркузіанства звинувачували комуністичні партії у втраті ними авангардної ролі, яка, на їх думку, перейшла в розвинутих країнах до ліворадикальної інтелігенції, студентства, декласованих, люмпенських елементів.